# Worobijówka (hromada Jezierna)
Worobijówka (ukr. Воробіївка) – wieś na Ukrainie w rejonie tarnopolskim należącym do obwodu tarnopolskiego.
W II Rzeczypospolitej wieś powiecie tarnopolskim województwa tarnopolskiego.
W latach 1943–1945 nacjonaliści ukraińscy z OUN-UPA zamordowali tutaj 19 mieszkańców, w tym 16 Polaków i 3 Ukraińców, grabiąc i paląc polskie gospodarstwa.
Do 2020 w rejonie zborowskim.

## Urodzeni w Worobijówce
- Stanisław Zieliński – polski wojskowy, żołnierz armii austriackiej, oficer Wojska Polskiego w II Rzeczypospolitej, kawaler Orderu Virtuti Militari[4].